# Electric Nurse
Electric Nurse är ett svenskt mikrobryggeri i Landvetter startades av sjuksköterskan Ida Engström och elkonstruktören Peter Robertsson  som började brygga kommersiellt 2012.
Electric Nurse har ett experimentbryggverk i Landvetter utanför Göteborg där de tar fram prototyper som sedan bryggs i större skala på olika bryggerier. 
I sortimentet finns produkter som  Pale Ale, DIPA, Dark Skull, och Dark Divinity. Sedan 2018 buteljerar man vissa öl på burk däribland många av experimentölen.